# Xeraco
Xeraco – gmina w Hiszpanii, w prowincji Walencja, we wspólnocie autonomicznej Walencja, o powierzchni 20,22 km². W 2011 roku liczyła 6230 mieszkańców.